# Nepytia pulchraria
Nepytia pulchraria är en fjärilsart som beskrevs av Minot 1869. Nepytia pulchraria ingår i släktet Nepytia och familjen mätare. Inga underarter finns listade i Catalogue of Life.